# Umberto Malvano
Umberto Malvano (né le 17 juillet 1884 à Moncalieri, dans le Piémont et mort le 15 septembre 1971 à Milan en Lombardie) est un joueur italien de football, qui a joué en tant qu'attaquant, à la Juventus et au Milan.
Il est surtout connu pour être l'un des treize étudiants qui fondèrent le club de football de la Juventus.

## Biographie
Né en 1884 près de Turin, Umberto Malvano, lycéen au gymnase Massimo d’Azeglio, crée à l'âge de 17 ans avec douze autres camarades, en 1897, le Sport Club Juventus, où il joue ensuite jusqu'en 1904. 
Avec la Juve, il joue son premier match le 18 mars 1900 lors d'une victoire 2-0 contre le Ginnastica Torino, et sa dernière rencontre, elle, eut lieu le 27 mars 1904 lors d'une défaite 1-0 contre le Genoa.
En 1904, il doit quitter le club pour faire son service militaire à Pavie. C'est là qu'il rencontre les dirigeants du club du Milan AC (à l'époque Milan Football and Cricket Club).
Il rejoint donc ensuite le club lombard, avec lequel il gagne le scudetto en 1906. Au Milan, son premier match se tient le 7 janvier 1906 lors d'une victoire 4 à 3 sur l'US Milanese, et Malvano joua son dernier match en rossonero le 11 mars 1906 lors d'une défaite 2-1 contre la Juventus.
Lauréat en ingénierie, il maintient ses activités à cheval entre les deux régions du Piémont et de la Lombardie, et se tissa un réseau de connaissances qui lui permit même d'inscrire provisoirement la Juventus en Phase régionale de Lombardie en 1913.
Il fut également arbitre entre 1904 et 1906, ainsi que vice-président de la FIGC.
Il meurt à l'âge de 87 ans à Milan en 1971.

## Palmarès
| Juventus - Championnat d'Italie : - Vice-champion : 1903 et 1904. - Meilleur buteur : 1903. |  | Milan - Championnat d'Italie (1) : - Champion : 1906. |

## Carrière
| Club                                       | Saison      | Championnat         | Championnat | Championnat | Total  | Total |
| Club                                       | Saison      | Compétition         | Matchs      | Buts        | Matchs | Buts  |
| ------------------------------------------ | ----------- | ------------------- | ----------- | ----------- | ------ | ----- |
| Foot-Ball Club Juventus ( Italie)          | 1900        | Campionato Federale | 1           | 0           | 1      | 0     |
| Foot-Ball Club Juventus ( Italie)          | 1901        | Campionato Federale | 2           | 4           | 2      | 4     |
| Foot-Ball Club Juventus ( Italie)          | 1902        | Campionato Federale | 3           | 0           | 3      | 0     |
| Foot-Ball Club Juventus ( Italie)          | 1903        | Campionato Federale | 5           | 4           | 5      | 4     |
| Foot-Ball Club Juventus ( Italie)          | 1904        | Prima Categoria     | 4           | 0           | 4      | 0     |
|                                            | Total       |                     | 15          | 8           | 15     | 8     |
| Milan Foot-Ball and Cricket Club ( Italie) | 1904        | Prima Categoria     | 4           | 1           | 4      | 1     |
|                                            | Total Milan |                     | 4           | 1           | 4      | 1     |
| Foot-Ball Club Juventus ( Italie)          | 1909-1910   | Prima Categoria     | 1           | 0           | 1      | 0     |
|                                            | Total Juve  |                     | 16          | 8           | 16     | 8     |
| Total carrière                             |             |                     | 20          | 9           | 20     | 9     |